# Gmina Wielowieś
Gmina Wielowieś je vesnická gmina v okrese Gliwice, ve Slezském vojvodství. V letech 1975–1998 byla pod administrativou Katovického vojvodství.
Sídlo gminy je obec Wielowieś.

## Poloha
Gmina se nachází v severní části okresu Gliwice. Sousedí s městem:
- Pyskowice

a gminami:
- Toszek (okres Gliwice)
- Jemielnica, Strzelce Opolskie, Zawadzkie (okres Strzelecký)
- Krupski Młyn, Tworóg, Zbrosławice (okres Tarnowskie Góry)

## Obce
Na území gminy se nacházejí tyto vesnice:
Starostenské vesnice:
- Błażejowice
- Czarków
- Dąbrówka
- Gajowice
- Kieleczka
- Sieroty
- Świbie
- Radonia
- Raduń-Borowiany
- Wielowieś (wieś gminna)
- Wiśnicze
- Zacharzowice

Osady, části vesnic:
- Chwoszcz
- Diana
- Gogol
- Gaj
- Jerzmanów
- Kolonia
- Kotków
- Napłatki
- Pustkowie
- Łabowice

## Povrch
Podle údajů z roku 2016 gmina zaujímala 17,5 % území okresu Gliwice a měla rozlohu 116,59 km2, z toho bylo:
- orná půda: 65,23 %
- lesní půda: 28,05 %
- ostatní (zástavby, komunikace ap.): 6,72 %

Nejvyšším vrchem je Kalwaria 302 m n. m.
V části vesnice Dąbrówka na rozloze 14,48 ha se nachází přírodní rezervace Hubert.

## Počet obyvatel
| rok  | Počet osob | Počet osob | Ženy  | Ženy | Muži  | Muži | zdroj |
| ---- | ---------- | ---------- | ----- | ---- | ----- | ---- | ----- |
|      | celkem     | %          | počet | %    | počet | %    |       |
| 1999 | 6380       |            |       |      |       |      | [ 2 ] |
| 2002 | 6206       | 100        | 3151  | 50,8 | 3055  | 49,2 | [ 1 ] |
| 2009 | 5999       | 100        | 3094  | 51,6 | 2905  | 48,4 | [ 1 ] |
| 2016 | 5881       | 100        | 3035  | 51,6 | 2846  | 48,4 | [ 1 ] |

## Školství
Na území gminy Wielowieś se nacházejí dvě mateřské školky (Swibie a Wielowieś) a dvě základní školy (Swibie a Wielowieś) a gymnázium Jana Pavla II ( Wielowieś).

## Turistika
Gminou procházejí turistické trasy:
- Trasa Sto let turistiky
- Okružní stezka kolem Gliwic
- Zacharzowická stezka

- Stezka dřevěné architektury ve Slezsku

V gmině Wielowieś v obci Dąbrówka se nachází přírodní rezervace Hubert.

## Transport
Silnice vojvodské:
č. 901 Olesno – Dobrodzień – Zawadzkie – Wielowieś – Pyskowice – Gliwice
č. 907 Niewiesze – Toszek – Wielowieś – Kieleczka – Tworóg – Brusiek – Koszęcin – Boronów – Konopiska – Wygoda

### Autobusová doprava
Místní dopravu v gmině Wielowieś zabezpečuje MZKP (Międzygminny Związek Komunikacji Pasażerskiej Tarnowskie Góry) prostřednictvím GOP (Komunikacyjny Związek Komunalny Górnośląskiego Okręgu Przemysłowego). Díky MZKP mají vesnice spojení s Wielowsí.
- Autobusová linka 152

Do Pyskowic: Wielowieś, Sieroty, Sieroty-Chwoszcz, Zacharzowice, Pniów, Pyskowice.
Z Pyskowic: Pyskowice, Pniów, Zacharzowice, Sieroty-Chwoszcz, Sieroty, Wielowieś, Błażejowice, Wiśnicze, Świbie, Radonia, Raduń-Borowiany, Kieleczka, Wielowieś
- Autobusová linka 180

Tarnowskie Góry, Miedary, Połomia, Jasiona (u vybraných spojů), Wojska, Kolonia Kotków, Wielowieś, Kieleczka (u vybraných spojů), Świniowice, Tworóg (u vybraných spojů)
- Autobusová linka 737

Wielowieś, Czarków, Jerzmanów, Kieleczka, Raduń-Borowiany, Radonia, Świbie, Wiśnicze, Gajowice, Błażejowice, Wielowieś